# دوریدان
دوریدان (دلیجان)، روستایی از توابع بخش مرکزی شهرستان دلیجان در استان مرکزی ایران است.

## جمعیت
این روستا در دهستان هستیجان قرار دارد و براساس سرشماری مرکز آمار ایران در سال ۱۳۸۵، جمعیت آن ۵۲ نفر (۲۱خانوار) بوده‌است.
روستای دوریدان دارای آثار طبیعی زیادی ازجمله غارعرش دوریدان که دارای گلخانه های سنگی و غار آهکی می باشد این غار حدود 200 متر داخل کوه می باشد که بعد از زلزله چند سال اخیر تمامی قندیلهای چکنده از سقف آن فرو ریخته و از زیبایی آن کاسته شده است.
قلعه میان روستای دوریدان به عنوان یک اثر تاریخی این روستا محسوب می‌شود.